# Antonello Salis

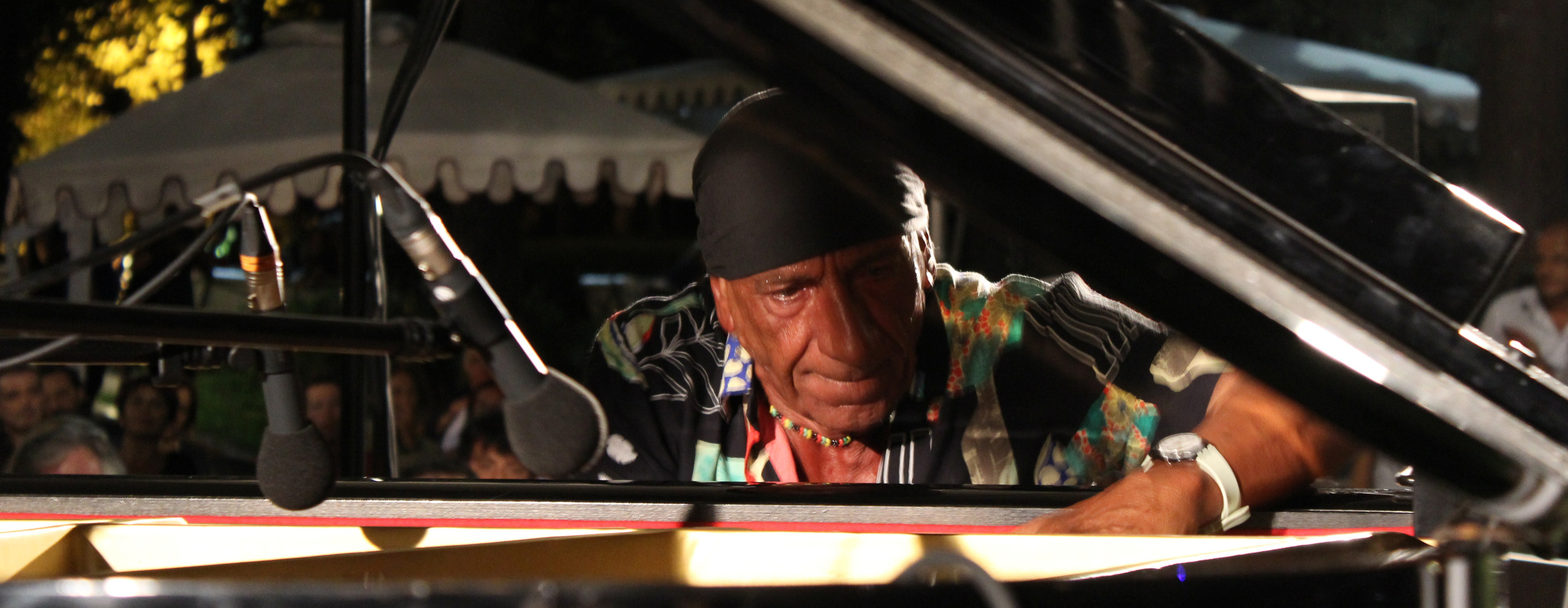
Antonello Salia, Pozzuoli Jazz Festival 2011

Antonello Salis (* 28. Februar 1950 in Villamar im Süden von Sardinien) ist ein italienischer Jazz-Musiker, der Klavier, Hammond-Orgel und Akkordeon spielt.

## Leben und Wirken
Salis brachte sich das Akkordeon Spielen mit sieben Jahren selbst bei und lernte später zusätzlich Klavier. In den 1970er Jahren spielte er mit Rock-Bands und gründete 1973 das „Cadmo Trio“ mit dem Bassisten Riccardo Lay und dem Schlagzeuger Mario Paliano, das später mit dem Altsaxophonisten Sandro Satta und dem Posaunisten Danilo Terenzi zum Quintett erweitert wurde. 1975 zog er nach Rom, wo er mit seinem Trio im „Musica Inn“ spielte und wo sie das Album „Boomerang“ aufnahmen. Ab 1978 spielte er auch Solo-Klavier und Akkordeon. 1979 spielte er im Quartett von Marcello Melis. Im Lauf seiner Karriere spielte er u. a. mit Paolo Fresu („P.A.F.“- Trio mit Furio Di Castri), Roberto Gatto, Enrico Rava, Cecil Taylor, Lester Bowie (den er 1977 kennenlernte) und dem „Art Ensemble of Chicago“, Pat Metheny, Don Cherry, Don Pullen, Billy Cobham, Naná Vasconcelos, Anouar Brahem, Han Bennink und Michel Portal und nahm vier Solo-Alben bei CAM Jazz auf („Orange Juice-Nice Food“, „Salis !“, „Quelli che Restano“, „Pianosolo“). 1993 trat er dem „Quartetto Nuovo“ bei, das nur aus Akkordeonspielern bestand (mit Richard Galliano, Marcel Azzola, Gianni Coscia). Doudou Gouirand und Gérard Pansanel holten ihn 1995 in ihr Nino-Rota-Projekt. Gemeinsam mit der hr-Bigband spielte der Akkordeonist 2007 die Musik Rotas auf dem Deutschen Jazzfestival Frankfurt, wo er schon 2000 gemeinsam mit Jens Thomas und Paolo Fresu die Filmmusik von Ennio Morricone interpretierte. Er spielte auch weiterhin mit Pop- und Rockmusikern, steuerte Musik für Theater- und Tanzprojekte (z. B. ab 1980 mit der Tänzerin Roberta Garrison) sowie Filme bei, u. a. mit dem Liedermacher Claude Martí und dem Gitarristen Gérard Pansanel in Éric Rohmers Film Herbstgeschichte.
2005 erhielt er den Django d’Or (Italien) als Etablierter Musiker.